# Nuoto in acque libere ai campionati mondiali di nuoto 2019 - 25 km femminili
La gara dei 25 km in acque libere femminile si è svolta la mattina del 19 luglio 2019 nelle acque dell'Expo Ocean Park della città di Yeosu.
Vi hanno preso parte 20 atlete su 21 accreditate, provenienti da 14 diverse federazioni nazionali. 
La competizione è stata vinta dalla nuotatrice brasiliana Ana Marcela Cunha, mentre l'argento e il bronzo sono andati rispettivamente alla tedesca Finnia Wunram e alla francese Lara Grangeon.

## Podio
| Posizione | Atleta            | Nazionalità |
| --------- | ----------------- | ----------- |
| Oro       | Ana Marcela Cunha | Brasile     |
| Argento   | Finnia Wunram     | Germania    |
| Bronzo    | Lara Grangeon     | Francia     |

## Classifica finale
| Pos.                  | Atleta            | Nazione     | Tempo     |
| --------------------- | ----------------- | ----------- | --------- |
|                       | Ana Marcela Cunha | Brasile     | 5:08:03.0 |
|                       | Finnia Wunram     | Germania    | 5:08:11.6 |
|                       | Lara Grangeon     | Francia     | 5:08:21.2 |
| 4                     | Lisa Pou          | Francia     | 5:08:28.4 |
| 5                     | Erica Sullivan    | Stati Uniti | 5:11:23.2 |
| 6                     | Anna Olasz        | Ungheria    | 5:11:51.5 |
| 7                     | Arianna Bridi     | Italia      | 5:11:52.6 |
| 8                     | Onon Sömenek      | Ungheria    | 5:11:54.7 |
| 9                     | Katy Campbell     | Stati Uniti | 5:11:59.6 |
| 10                    | Samantha Arévalo  | Ecuador     | 5:12:22.1 |
| 11                    | Sofia Kolesnikova | Russia      | 5:12:30.0 |
| 12                    | Lea Boy           | Germania    | 5:12:40.6 |
| 13                    | Barbara Pozzobon  | Italia      | 5:12:53.7 |
| 14                    | Ren Luomeng       | Cina        | 5:32:13.1 |
| 15                    | Lenka Štěrbová    | Rep. Ceca   | 5:45:19.3 |
| 16                    | Qu Fang           | Cina        | 5:59:12.3 |
|                       | Angélica André    | Portogallo  | DNF       |
| Anastasia Basalduk    | Russia            |             | DNF       |
| Chelsea Gubecka       | Australia         |             | DNF       |
| Karolína Balážiková   | Slovacchia        |             | DNF       |
| Sharon van Rouwendaal | Paesi Bassi       | DNS         |           |